# UEFA Cup finalen 1979
UEFA Cup finalen 1979 blev spillet den 9. maj og 23. maj 1979. Kampen blev spillet på Rheinstadion i Düsseldorf.
Finalen stod mellem tyske Borussia Mönchengladbach og jugoslaviske Røde Stjerne Beograd. 
Borussia Mönchengladbach tog den samlede sejr med 2-1. Danske Allan Simonsen scorede sejrsmålet for tyskerne.